# Peter Kausch
Peter Kausch (* 13. September 1880 in Modosch, Königreich Ungarn, Österreich-Ungarn; † 24. Dezember 1945 im Lager Rudolfsgnad, Föderative Volksrepublik Jugoslawien) war Abgeordneter im Parlament des Königreichs Rumänien.

## Leben
Kausch war Sohn eines Landwirts und jüngerer Bruder des rumäniendeutschen Parlamentariers Michael Kausch. Nach Besuch der Volksschule in Modosch und des Gymnasiums in Großbetschkerek studierte er von 1898 bis 1903 Rechtswissenschaften in Klausenburg, Budapest sowie in Marburg, wofür er ein Stipendium des Alldeutschen Verbands erhalten hatte. In Budapest wurde er 1903 zum Dr. jur. promoviert. 1908 eröffnete er seine Rechtsanwaltskanzlei in Modosch. Seine politische Tätigkeit begann er 1907 mit dem Beitritt zur Ungarländischen Deutschen Volkspartei, die ihn als künftigen Parlamentskandidaten designierte. Nach Teilnahme als Offizier am Ersten Weltkrieg an der Albanienfront schloss er sich 1919 in Großrumänien der Deutschen Volkspartei an und wurde als deren Abgeordneter für den Wahlkreis Modosch 1919–1920 in das Abgeordnetenhaus gewählt. Nach Abtretung seiner Heimatgemeinde an das Königreich Jugoslawien im Jahr 1924 verblieb er in Rumänien. 1941 kehrte er als Notar nach Modosch zurück. Nach dem Zusammenbruch der Südostfront wurde er im Herbst 1944 zur Zwangsarbeit in die Region Pančevo deportiert und schließlich im November 1945 in das jugoslawische Internierungslager Rudolfsgnad, wo er zu Weihnachten an Unterernährung starb.